# Torre Santa Susanna
Torre Santa Susanna (La Torri in dialetto brindisino) è un comune italiano di 10 023 abitanti della provincia di Brindisi in Puglia.

## Geografia fisica
Il comune è situato al centro della penisola salentina, a un'altitudine di 70 metri sul livello del mare, ed è equidistante dalla costa adriatica e da quella ionica.

## Storia
Le origini di Torre e l'appellativo "Santa Susanna" sono incerte.
Secondo Girolamo Marciano (1571 - 1628), Annibale avrebbe posto uno dei suoi accampamenti presso il Casale di Crepacore allorché ebbe a combattere gli Oritani per far sua la città di Oria e in prossimità di quelle zone ci sarebbe stata una cruenta battaglia, tant'è che ancora oggi esiste una zona chiamata "La Sconfitta".
Il prefetto di Roma, residente a Oria, per fortificare la città in modo da non subire altri attacchi nemici, avrebbe fatto erigere due castelli con torri nei punti che ritenne più strategici: uno dove sorge attualmente Torre Santa Susanna, l'altro a pochi chilometri a sud-est di Manduria e cioè ad Avetrana, il cui nome è dovuto ai Veterani Romani che presidiavano detti castelli. 
La leggenda narra che un soldato romano fedele all'Imperatore e nello stesso tempo cristiano, che custodiva insieme ad altri veterani il castello e le torri sorti nella zona, avrebbe dipinto l'effigie di Santa Susanna su una parete di una torre. In seguito cominciarono a sorgere intorno al castello agglomerati di casupole a cui fu dato il nome di Turris Sanctae Susannae.
I Casali, ormai distrutti, erano piccoli agglomerati di casupole: Crepacore, San Giacomo, Galesano, Paradiso, Tubiano e Sorboli, i cui abitanti a causa di pestilenza e terremoti si riversarono in Torre Santa Susanna, essendo questo divenuto ormai un centro abitato più grande, più salubre e stabile poiché sito su una zona rocciosa.
Nel 918 i Saraceni, piombati d'improvviso su Oria, misero a ferro e fuoco tutta la città e, dopo aver ucciso donne e bambini, portarono via come schiavi i superstiti. Anche il monastero dei Basiliani fu raso al suolo, i pochissimi monaci sfuggiti, si raccolsero nel Galesano e fondarono l'Abbadia di S. Maria di Galaso (nome preso dalla contrada). L'Abbadia sorgeva a breve distanza dall'allora Casale di Galaso e si estendeva tra i comuni di Veglie, Torre ed Erchie. Anche in questo Casale, nei tempi antichi sono stati ritrovati molti reperti, il De Prezzo scrive di ritrovamenti di ciotole, monete d'oro, una scalinata, alcune colonne, lucerne e moltissime sepolture con all'interno lacrimarum (vasetti delle lacrime).

### Simboli
Lo stemma del comune di Torre Santa Susanna è stato riconosciuto con decreto del capo del governo del 21 gennaio 1943.
Il gonfalone è un drappo di colore giallo

## Monumenti e luoghi d'interesse

### Palazzo baronale (chiamato comunemente Castello)

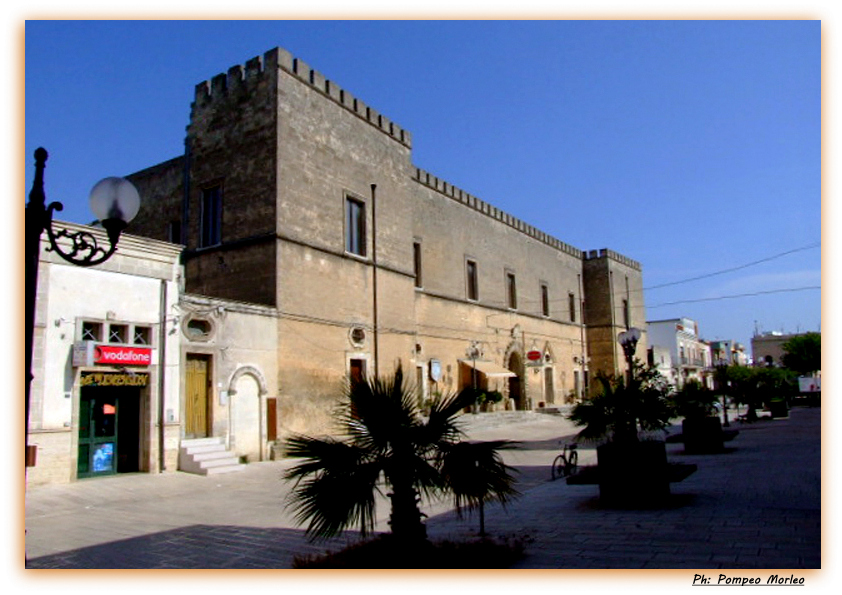
Castello baronale dei Conti Filo della Torre

Fu costruito nel XVI secolo e appartenne ai conti Filo della Torre. Il castello ha pianta quadrata irregolare con torri angolari rettangolari. Il portale è in bugnato. L'interno è decorato da chiostro e cappella gentilizia.

### Chiesa matrice (Santa Maria e San Nicola)
Costruita nel XIV secolo, fu intitolata a santa Maria Assunta e poi anche a san Nicola. L'esterno ha aspetto rinascimentale con rosone in chiave romanica e portale con elementi classici. L'interno è a tre navate. In due nicchie laterali ci sono le statue di San Nicola e Santa Susanna. Ha copertura a capriate lignee sul soffitto.

### Santuario di Santa Maria di Galaso
La chiesa originale era del XV secolo ma fu stravolta nel Settecento. Oggi il santuario si presenta su due livelli: quello a piano stradale costituisce lo spazio riservato all'ingresso; da questo piano, si scendono 14 
gradini per arrivare al quello inferiore, che costituisce il vero e proprio Santuario. Di particolare interesse è una tela della Madonna col Bambino di origine molto antica, legata alla leggenda di un pozzo romano miracoloso posto sotto l'attuale Santuario. La tela è situata nel centro di un grande altare in stile barocco. Altro monumento interessante è il presepe in pietra, situato sulla parete destra nei pressi dell'altare. Il santuario oggi ha aspetto neogotico.

### Chiesa bizantina di San Pietro (o Santa Maria) di Crepacore
In stile bizantino, è una chiesa sconsacrata che si trova sulla strada provinciale per Mesagne, in località Le torri. Fu costruita nell'VIII, secolo con aspetto di edificio fortificato. Si presume la costruzione su un castello degli antichi Messapi. La chiesa quadrata ha tre navate con una cupola centrale a tholos. Vi sono anche degli affreschi.

## Società

### Evoluzione demografica
Abitanti censiti

### Etnie e minoranze straniere
Al 31 dicembre 2014 nel territorio comunale si registrava la presenza di 103 stranieri regolari (40 maschi e 63 femmine) pari circa all'1,0% della popolazione totale residente. La più grande comunità è di gran lunga quella rumena.
Si riportano le nazionalità più rappresentate:
- Romania: 48
- India: 11
- Macedonia: 9

### Religione
La religione più diffusa a Torre Santa Susanna è il cattolicesimo: il comune fa parte della diocesi di Oria ed è suddiviso nelle due parrocchie di Santa Maria e San Nicola (presso la chiesa matrice) e di Cristo Re. Importante anche la chiesa e il convento dei Carmelitani, che pur non essendo sede parrocchiale ha sempre ospitato una nutrita comunità cristiana.

## Cultura

### Feste e ricorrenze
Festa patronale di Santa Susanna l'11 agosto. Le strade si pavesano a festa con luminarie e bancarelle. Oltre ai riti religiosi si svolge anche la festa civile in due giorni con un concerto bandistico che si tiene dopo la conclusione della processione del simulacro della Santa nella serata dell'11 e l'esibizione di un cantante o gruppo musicale in quella del 10. Chiusura della festa all'una di notte del 12 con uno spettacolo di fuochi pirotecnici.
Festa di Maria SS. di Galaso il 25 settembre. Solo riti religiosi con la processione della statua della Madonna.
Il pulcino d'oro: gara canora per bambini nel mese di luglio.

### Fiere e mercati
Mercato settimanale il giovedì.
Fiera di Santa Susanna: si svolge a cavallo del 2 maggio, giorno in cui si commemora un miracolo della Santa, organizzata dal comitato fiera di Santa Susanna.
Fiera Torrese: prima domenica di settembre, organizzata dall'associazione turistica Pro Loco.

## Economia
L'economia di Torre Santa Susanna è prevalentemente imperniata sull'agricoltura, con produzione di olio d'oliva, vino e formaggi.

## Amministrazione
Di seguito è presentata una tabella relativa alle amministrazioni che si sono succedute in questo comune.
| Periodo           | Periodo           | Primo cittadino          | Partito                                 | Carica              | Note  |
| ----------------- | ----------------- | ------------------------ | --------------------------------------- | ------------------- | ----- |
| 20 luglio 1988    | 2 luglio 1990     | Pietro Versienti         | Partito Comunista Italiano              | Sindaco             | [ 8 ] |
| 2 luglio 1990     | 1º dicembre 1992  | Domenico Morleo          | Democrazia Cristiana                    | Sindaco             | [ 8 ] |
| 7 giugno 1993     | 28 aprile 1997    | Carmine Gianfreda        | Democrazia Cristiana                    | Sindaco             | [ 8 ] |
| 28 aprile 1997    | 22 settembre 1999 | Pompeo Petarra           | L'Ulivo                                 | Sindaco             | [ 8 ] |
| 22 settembre 1999 | 17 aprile 2000    | Rosa Maria Simone        |                                         | Comm. straordinario | [ 8 ] |
| 17 aprile 2000    | 5 aprile 2005     | Francesco Antonio Frioli | centro-destra                           | Sindaco             | [ 8 ] |
| 5 aprile 2005     | 30 marzo 2010     | Francesco Antonio Frioli | centro-destra                           | Sindaco             | [ 8 ] |
| 30 marzo 2010     | 3 giugno 2015     | Costantino Galasso       | lista civica                            | Sindaco             | [ 8 ] |
| 3 giugno 2015     | 2 luglio 2017     | Michele Saccomanno       | lista civica Michele Saccomanno sindaco | Sindaco             | [ 8 ] |
| 2 luglio 2017     | 12 giugno 2018    | Pietro Massone           |                                         | Comm. prefettizio   | [ 8 ] |
| 12 giugno 2018    | in carica         | Michele Saccomanno       | lista civica Michele Saccomanno sindaco | Sindaco             | [ 8 ] |

## Sport
A Torre ci sono diverse società sportive che militano in campionati provinciali, regionali o nazionali:
- La Hockey Club Olimpia Torre Santa Susanna società di hockey su prato che milita nel campionato nazionale di Serie A2.
- La A.S.D. New Volley Torre società di pallavolo che gioca nel campionato provinciale e regionale.
- La A.S.D. Amatori Gioventù Sport Torre Santa Susanna società di calcio che gioca nel campionato regionale per quanto riguarda le categorie giovanili.
- La A.S.D. Fernando Greco società di calcio che gioca nel campionato provinciale riguardante le varie categorie giovanili.